# 卜舍里區
34°15′04″N 36°00′40″E / 34.251062°N 36.010973°E

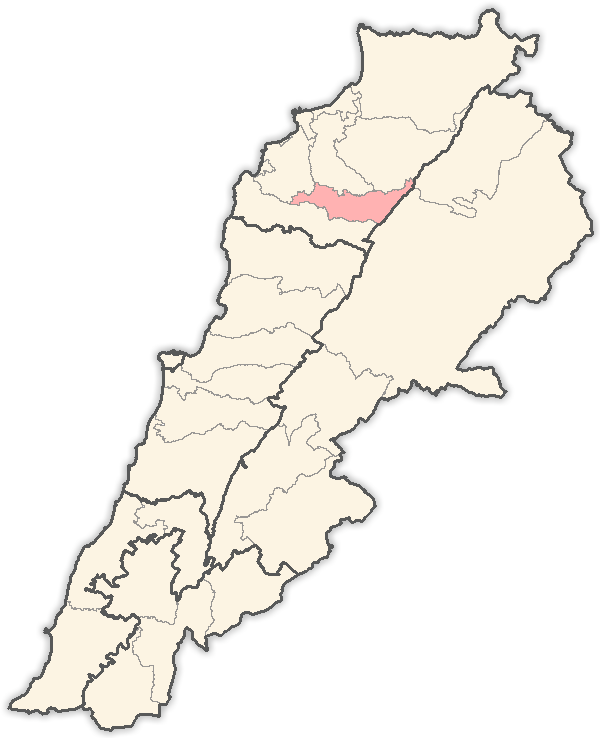

卜舍里區（阿拉伯语：‎），是黎巴嫩北部省的區份，位於該國西北部，首府設於卜舍里，面積158平方公里，2008年人口17,000，人口密度每平方公里108人。